# Râul Râpoasa
Râul Râpoasa este un curs de apă, afluent al Râului Zalău.